# Campeonato Alemão de Patinação Artística no Gelo
O Campeonato Alemão de Patinação Artística no Gelo (em alemão:  Deutsche Meisterschaften im Eiskunstlaufen) é uma competição nacional anual de patinação artística no gelo da Alemanha. Os patinadores competem em quatro eventos, individual masculino, individual feminino, duplas e dança no gelo, e nos níveis sênior, júnior e noviço. 
A competição determina os campeões nacionais e os representantes da Alemanha em competições internacionais como Campeonato Mundial, Campeonato Mundial Júnior, Campeonato Europeu e os Jogos Olímpicos de Inverno.

## Edições
| Ano                 | Edição               | Cidade sede            | Sênior               | Sênior               | Sênior               | Sênior               | Ref               |
| Ano                 | Edição               | Cidade sede            | M                    | F                    | P                    | D                    | Ref               |
| ------------------- | -------------------- | ---------------------- | -------------------- | -------------------- | -------------------- | -------------------- | ----------------- |
| 1887                | I                    | Hamburgo               | •                    | –                    | –                    | –                    | [ 1 ]             |
| 1888                | II                   | Hamburgo               | •                    | –                    | –                    | –                    | [ 1 ]             |
| 1889                | III                  | Hamburgo               | •                    | –                    | –                    | –                    | [ 1 ]             |
| 1890                | Não houve competição | Não houve competição   | Não houve competição | Não houve competição | Não houve competição | Não houve competição | [ 1 ]             |
| 1891                | 1.ª                  | Munique                | •                    | –                    | –                    | –                    | [ 1 ]             |
| 1892                | 2.ª                  | Frankfurt am Main      | •                    | –                    | –                    | –                    | [ 1 ]             |
| 1893                | 3.ª                  | Hamburgo               | •                    | –                    | –                    | –                    | [ 1 ]             |
| 1894                | 4.ª                  | Opava                  | •                    | –                    | –                    | –                    | [ 1 ]             |
| 1895                | 5.ª                  | Bonn                   | •                    | –                    | –                    | –                    | [ 1 ]             |
| 1896                | 6.ª                  | Darmstadt              | •                    | –                    | –                    | –                    | [ 1 ]             |
| 1897                | 7.ª                  | Berlim                 | •                    | –                    | –                    | –                    | [ 1 ]             |
| 1898– 1899          | Não houve competição | Não houve competição   | Não houve competição | Não houve competição | Não houve competição | Não houve competição | [ 1 ]             |
| 1900                | 8.ª                  | Berlim                 | •                    | –                    | –                    | –                    | [ 1 ]             |
| 1901                | 9.ª                  | Opava                  | •                    | –                    | –                    | –                    | [ 1 ] [ 2 ]       |
| 1902                | Não houve competição | Não houve competição   | Não houve competição | Não houve competição | Não houve competição | Não houve competição | [ 1 ] [ 2 ]       |
| 1903                | 10.ª                 | Leipzig                | •                    | –                    | –                    | –                    | [ 1 ] [ 2 ]       |
| 1904                | 11.ª                 | Braunschweig           | •                    | –                    | –                    | –                    | [ 1 ] [ 2 ]       |
| 1905                | 12.ª                 | Bonn                   | •                    | –                    | –                    | –                    | [ 1 ] [ 2 ]       |
| 1906                | 13.ª                 | Munique                | •                    | –                    | –                    | –                    | [ 1 ] [ 2 ]       |
| 1907                | 14.ª                 | Altona                 | •                    | –                    | •                    | –                    | [ 1 ] [ 2 ]       |
| 1908                | Não houve competição | Não houve competição   | Não houve competição | Não houve competição | Não houve competição | Não houve competição | [ 1 ] [ 2 ]       |
| 1909                | 15.ª                 | Munique                | •                    | –                    | •                    | –                    | [ 1 ] [ 2 ]       |
| 1910                | Não houve competição | Não houve competição   | Não houve competição | Não houve competição | Não houve competição | Não houve competição | [ 1 ] [ 2 ]       |
| 1911                | 16.ª                 | Hanôver                | •                    | •                    | •                    | –                    | [ 1 ] [ 2 ]       |
| 1912                | 17.ª                 | Berlim                 | •                    | •                    | •                    | –                    | [ 1 ] [ 2 ]       |
| 1913                | 18.ª                 | Berlim                 | •                    | •                    | •                    | –                    | [ 1 ] [ 2 ]       |
| 1914                | 19.ª                 | Opava                  | •                    | •                    | •                    | –                    | [ 1 ] [ 2 ]       |
| 1915– 1916          | Não houve competição | Não houve competição   | Não houve competição | Não houve competição | Não houve competição | Não houve competição | [ 1 ] [ 2 ]       |
| 1917                | 20.ª                 | Berlim                 | –                    | •                    | –                    | –                    | [ 1 ] [ 2 ]       |
| 1918                | 21.ª                 | Berlim                 | –                    | •                    | –                    | –                    | [ 1 ] [ 2 ]       |
| 1919                | 22.ª                 | Berlim                 | –                    | •                    | –                    | –                    | [ 1 ] [ 2 ]       |
| 1920                | 23.ª                 | Berlim                 | •                    | •                    | •                    | –                    | [ 1 ] [ 2 ]       |
| 1921                | 24.ª                 | Berlim                 | •                    | •                    | –                    | –                    | [ 1 ] [ 2 ]       |
| 1922                | 25.ª                 | Riessersee             | •                    | •                    | •                    | –                    | [ 1 ] [ 2 ]       |
| 1923                | 26.ª                 | Riessersee             | •                    | •                    | •                    | –                    | [ 1 ] [ 2 ]       |
| 1924                | 27.ª                 | Berlim                 | •                    | •                    | •                    | –                    | [ 1 ] [ 2 ]       |
| 1925                | 28.ª                 | Titisee                | •                    | •                    | •                    | –                    | [ 1 ] [ 2 ]       |
| 1926                | 29.ª                 | Berlim                 | •                    | •                    | •                    | –                    | [ 1 ] [ 2 ]       |
| 1927                | 30.ª                 | Berlim                 | •                    | •                    | •                    | –                    | [ 1 ] [ 2 ]       |
| 1928                | 31.ª                 | Füssen                 | •                    | •                    | •                    | –                    | [ 1 ] [ 2 ]       |
| 1929                | 32.ª                 | Oppeln                 | •                    | •                    | •                    | –                    | [ 1 ] [ 2 ]       |
| 1930                | 33.ª                 | Breslau                | •                    | •                    | •                    | –                    | [ 1 ] [ 2 ]       |
| 1931                | 34.ª                 | Schierke               | •                    | •                    | •                    | –                    | [ 1 ] [ 2 ]       |
| 1932                | 35.ª                 | Riessersee             | •                    | •                    | •                    | –                    | [ 1 ] [ 2 ]       |
| 1933                | 36.ª                 | Oppeln                 | •                    | •                    | •                    | –                    | [ 1 ] [ 2 ]       |
| 1934                | 37.ª                 | Braunlage              | •                    | •                    | •                    | –                    | [ 1 ] [ 2 ]       |
| 1935                | 38.ª                 | Garmisch-Partenkirchen | •                    | •                    | •                    | –                    | [ 1 ] [ 2 ]       |
| 1936                | 39.ª                 | Garmisch-Partenkirchen | •                    | •                    | •                    | –                    | [ 1 ] [ 2 ]       |
| 1937                | 40.ª                 | Hamburgo               | •                    | •                    | •                    | –                    | [ 1 ] [ 2 ]       |
| 1938                | 41.ª                 | Colônia                | •                    | •                    | •                    | –                    | [ 1 ] [ 2 ]       |
| 1939                | 42.ª                 | Berlim                 | •                    | •                    | •                    | –                    | [ 1 ] [ 2 ]       |
| 1940                | 43.ª                 | Viena                  | •                    | •                    | •                    | –                    | [ 1 ] [ 2 ]       |
| 1941                | 44.ª                 | Essen                  | •                    | •                    | •                    | –                    | [ 1 ] [ 2 ]       |
| 1942                | 45.ª                 | Berlim                 | •                    | •                    | •                    | –                    | [ 1 ] [ 2 ]       |
| 1943                | 46.ª                 | Viena                  | •                    | •                    | •                    | –                    | [ 1 ] [ 2 ]       |
| 1944                | 47.ª                 | Düsseldorf             | •                    | •                    | •                    | –                    | [ 1 ] [ 2 ]       |
| 1945– 1946          | Não houve competição | Não houve competição   | Não houve competição | Não houve competição | Não houve competição | Não houve competição | [ 1 ] [ 2 ]       |
| 1947                | 48.ª                 | Garmisch-Partenkirchen | •                    | •                    | •                    | –                    | [ 1 ] [ 2 ] [ 3 ] |
| 1948                | 49.ª                 | Krefeld                | •                    | •                    | •                    | –                    | [ 1 ] [ 2 ] [ 3 ] |
| 1949                | 50.ª                 | Garmisch-Partenkirchen | •                    | •                    | •                    | –                    | [ 1 ] [ 2 ] [ 3 ] |
| 1950                | 51.ª                 | Krefeld                | •                    | •                    | •                    | •                    | [ 1 ] [ 2 ] [ 3 ] |
| 1951                | 52.ª                 | Hamburgo               | •                    | •                    | •                    | •                    | [ 1 ] [ 2 ] [ 3 ] |
| 1952                | 53.ª                 | Düsseldorf             | •                    | •                    | •                    | •                    | [ 1 ] [ 2 ] [ 3 ] |
| 1953                | 54.ª                 | Krefeld                | •                    | •                    | •                    | •                    | [ 1 ] [ 2 ] [ 3 ] |
| 1954                | 55.ª                 | Berlim                 | •                    | •                    | •                    | •                    | [ 1 ] [ 2 ] [ 3 ] |
| 1955                | 56.ª                 | Krefeld                | •                    | •                    | •                    | •                    | [ 1 ] [ 2 ] [ 3 ] |
| 1956                | 57.ª                 | Colônia                | •                    | •                    | •                    | •                    | [ 1 ] [ 2 ] [ 3 ] |
| 1957                | 58.ª                 | Berlim                 | •                    | •                    | •                    | •                    | [ 1 ] [ 2 ] [ 3 ] |
| 1958                | 59.ª                 | Munique                | •                    | •                    | •                    | •                    | [ 1 ] [ 2 ] [ 3 ] |
| 1959                | 60.ª                 | Berlim                 | •                    | •                    | •                    | •                    | [ 1 ] [ 2 ] [ 3 ] |
| 1960                | 61.ª                 | Essen                  | •                    | •                    | •                    | •                    | [ 1 ] [ 2 ] [ 3 ] |
| 1961                | 62.ª                 | Oberstdorf             | •                    | •                    | •                    | •                    | [ 1 ] [ 2 ] [ 3 ] |
| 1962                | 63.ª                 | Frankfurt am Main      | •                    | •                    | •                    | •                    | [ 1 ] [ 2 ] [ 3 ] |
| 1963                | 64.ª                 | Berlim Ocidental       | •                    | •                    | •                    | •                    | [ 1 ] [ 2 ] [ 3 ] |
| 1964                | 65.ª                 | Oberstdorf             | •                    | •                    | •                    | •                    | [ 2 ] [ 3 ]       |
| 1965                | 66.ª                 | Colônia                | •                    | •                    | •                    | •                    | [ 2 ] [ 3 ]       |
| 1966                | 67.ª                 | Füssen                 | •                    | •                    | •                    | •                    | [ 2 ] [ 3 ]       |
| 1967                | 68.ª                 | Berlim Ocidental       | •                    | •                    | •                    | •                    | [ 2 ] [ 3 ]       |
| 1968                | 69.ª                 | Essen                  | •                    | •                    | •                    | •                    | [ 2 ] [ 3 ]       |
| 1969                | 70.ª                 | Colônia                | •                    | •                    | •                    | •                    | [ 2 ] [ 3 ]       |
| 1970                | 71.ª                 | Oberstdorf             | •                    | •                    | •                    | •                    | [ 2 ] [ 3 ]       |
| 1971                | 72.ª                 | Berlim Ocidental       | •                    | •                    | •                    | •                    | [ 2 ] [ 3 ]       |
| 1972                | 73.ª                 | Bad Nauheim            | •                    | •                    | •                    | •                    | [ 2 ] [ 3 ]       |
| 1973                | 74.ª                 | Krefeld                | •                    | •                    | •                    | •                    | [ 2 ] [ 3 ]       |
| 1974                | 75.ª                 | Augsburg               | •                    | •                    | •                    | •                    | [ 2 ] [ 3 ]       |
| 1975                | 76.ª                 | Garmisch-Partenkirchen | •                    | •                    | •                    | •                    | [ 2 ] [ 3 ]       |
| 1976                | 77.ª                 | Bremerhaven            | •                    | •                    | •                    | •                    | [ 2 ] [ 3 ]       |
| 1977                | 78.ª                 | Garmisch-Partenkirchen | •                    | •                    | •                    | •                    | [ 2 ] [ 3 ]       |
| 1978                | 79.ª                 | Dortmund               | •                    | •                    | •                    | •                    | [ 2 ] [ 3 ]       |
| 1979                | 80.ª                 | Herne                  | •                    | •                    | •                    | •                    | [ 2 ] [ 3 ]       |
| 1980                | 81.ª                 | Garmisch-Partenkirchen | •                    | •                    | •                    | •                    | [ 2 ] [ 3 ]       |
| 1981                | 82.ª                 | Unna                   | •                    | •                    | •                    | •                    | [ 2 ] [ 3 ]       |
| 1982                | 83.ª                 | Mannheim               | •                    | •                    | •                    | •                    | [ 2 ] [ 3 ]       |
| 1983                | 84.ª                 | Oberstdorf             | •                    | •                    | •                    | •                    | [ 2 ] [ 3 ]       |
| 1984                | 85.ª                 | Unna                   | •                    | •                    | •                    | •                    | [ 2 ] [ 3 ]       |
| 1985                | 86.ª                 | Bremerhaven            | •                    | •                    | •                    | •                    | [ 2 ] [ 3 ]       |
| 1986                | 87.ª                 | Mannheim               | •                    | •                    | •                    | •                    | [ 2 ] [ 3 ]       |
| 1987                | 88.ª                 | Berlim Ocidental       | •                    | •                    | •                    | •                    | [ 2 ] [ 3 ]       |
| 1988                | 89.ª                 | Unna                   | •                    | •                    | •                    | •                    | [ 2 ]             |
| 1989                | 90.ª                 | Berlim Ocidental       | •                    | •                    | •                    | •                    | [ 2 ] [ 4 ]       |
| 1990                | 91.ª                 | Oberstdorf             | •                    | •                    | •                    | •                    | [ 2 ]             |
| 1991                | 92.ª                 | Berlim                 | •                    | •                    | •                    | •                    | [ 2 ]             |
| 1992                | 93.ª                 | Unna                   | •                    | •                    | •                    | •                    | [ 2 ]             |
| 1993                | 94.ª                 | Mannheim               | •                    | •                    | •                    | •                    | [ 2 ]             |
| 1994                | 95.ª                 | Herne                  | •                    | •                    | •                    | •                    | [ 2 ]             |
| 1995                | 96.ª                 | Oberstdorf             | •                    | •                    | •                    | •                    | [ 2 ]             |
| 1996                | 97.ª                 | Berlim                 | •                    | •                    | •                    | •                    | [ 2 ]             |
| 1997                | 98.ª                 | Oberstdorf             | •                    | •                    | •                    | •                    | [ 2 ]             |
| 1998                | 99.ª                 | Berlim                 | •                    | •                    | •                    | •                    | [ 2 ]             |
| 1999                | 100.ª                | Oberstdorf             | •                    | •                    | •                    | •                    | [ 2 ]             |
| 2000                | 101.ª                | Berlim                 | •                    | •                    | •                    | •                    | [ 2 ]             |
| 2001                | 102.ª                | Oberstdorf             | •                    | •                    | •                    | •                    |                   |
| 2002                | 103.ª                | Berlim                 | •                    | •                    | •                    | •                    |                   |
| 2003                | 104.ª                | Oberstdorf             | •                    | •                    | •                    | •                    |                   |
| 2004                | 105.ª                | Berlim                 | •                    | •                    | •                    | •                    |                   |
| 2005                | 106.ª                | Oberstdorf             | •                    | •                    | •                    | •                    | [ 5 ]             |
| 2006                | 107.ª                | Berlim                 | •                    | •                    | •                    | •                    | [ 6 ]             |
| 2007                | 108.ª                | Oberstdorf             | •                    | •                    | •                    | •                    | [ 7 ]             |
| 2008                | 109.ª                | Dresden                | •                    | •                    | •                    | •                    | [ 8 ]             |
| 2009                | 110.ª                | Oberstdorf             | •                    | •                    | •                    | •                    | [ 9 ]             |
| 2010                | 111.ª                | Mannheim               | •                    | •                    | •                    | •                    | [ 10 ]            |
| 2011                | 112.ª                | Oberstdorf             | •                    | •                    | •                    | •                    | [ 11 ]            |
| 2012                | 113.ª                | Oberstdorf             | •                    | •                    | •                    | •                    | [ 12 ]            |
| 2013                | 114.ª                | Hamburgo               | •                    | •                    | •                    | •                    | [ 13 ]            |
| 2014                | 115.ª                | Berlim                 | •                    | •                    | •                    | •                    | [ 14 ]            |
| 2015                | 116.ª                | Stuttgart              | •                    | •                    | •                    | •                    | [ 15 ]            |
| 2016                | 117.ª                | Essen                  | •                    | •                    | •                    | •                    | [ 16 ]            |
| 2017                | 118.ª                | Berlim                 | •                    | •                    | •                    | •                    | [ 17 ]            |
| 2018                | 119.ª                | Frankfurt am Main      | •                    | •                    | •                    | •                    | [ 18 ]            |
| Outras referências: |                      |                        |                      |                      |                      |                      |                   |

Legenda
- Evento não oficial
- –  Evento não disputado neste ano
- –  Informações desconhecidas

## Lista de medalhistas

### Individual masculino
| Evento                            | Ouro                  | Prata                   | Bronze                  |
| Hamburgo 1887 (detalhes)          | Hugo Ehrentraut       | nenhum outro competidor | nenhum outro competidor |
| Hamburgo 1888 (detalhes)          | Carl Kaiser           | Harry Stiegert          | Hugo Ehrentraut         |
| Hamburgo 1887 (detalhes)          | Carl Kaiser           | Harry Stiegert          | Hugo Ehrentraut         |
| 1890                              | Não houve competição  | Não houve competição    | Não houve competição    |
| Munique 1891 (detalhes)           | Anon Schmitson        | Carl Kaiser             | nenhum outro competidor |
| Frankfurt am Main 1892 (detalhes) | Georg Zachariades     | Oscar Uhlig             | nenhum outro competidor |
| Hamburgo 1893 (detalhes)          | Georg Zachariades     | Fritz Ahrendt           | Franz Zilly             |
| Opava 1894 (detalhes)             | Gustav Hügel          | Georg Zachariades       | Alfred Klement          |
| Bonn 1895 (detalhes)              | Gilbert Fuchs         | Gustav Hügel            | nenhum outro competidor |
| Darmstadt 1896 (detalhes)         | Gilbert Fuchs         | nenhum outro competidor | nenhum outro competidor |
| Berlim 1897 (detalhes)            | Karl Zenger           | Alfred Klement          | Kurt Dannenberg         |
| 1898–1899                         | Não houve competição  | Não houve competição    | Não houve competição    |
| Berlim 1900 (detalhes)            | Wilhelm Zenger        | Fritz Otto              | nenhum outro competidor |
| Opava 1901 (detalhes)             | Wilhelm Zenger        | Emil Schindler          | Fritz Otto              |
| 1902                              | Não houve competição  | Não houve competição    | Não houve competição    |
| Leipzig 1903 (detalhes)           | Ludwig Niedermeyer    | Eugen Dreyer            | nenhum outro competidor |
| Braunschweig 1904 (detalhes)      | Heinrich Burger       | H. Hofmann              | Ernst Lassahn           |
| Bonn 1905 (detalhes)              | Karl Zenger           | Heinrich Burger         | Martin Gordan           |
| Munique 1906 (detalhes)           | Heinrich Burger       | Karl Zenger             | Martin Gordan           |
| Altona 1907 (detalhes)            | Heinrich Burger       | Eugen Dreyer            | ?                       |
| 1908                              | Não houve competição  | Não houve competição    | Não houve competição    |
| Munique 1909 (detalhes)           | Gilbert Fuchs         | Erich Gutleben          | Georg Velisch           |
| 1910                              | Não houve competição  | Não houve competição    | Não houve competição    |
| Hannover 1911 (detalhes)          | Werner Rittberger     | Alfons Zintl            | nenhum outro competidor |
| Berlim 1912 (detalhes)            | Werner Rittberger     | Artur Vieregg           | Oskar Hoppe             |
| Berlim 1913 (detalhes)            | Werner Rittberger     | Alfons Zintl            | Hugo Metzner            |
| Opava 1914 (detalhes)             | Hugo Metzner          | Alfons Zintl            | Willy Kaldenbach        |
| 1915–1919                         | Não houve competição  | Não houve competição    | Não houve competição    |
| Berlim 1920 (detalhes)            | Werner Rittberger     | Paul Franke             | Artur Vieregg           |
| Berlim 1921 (detalhes)            | Werner Rittberger     | Paul Franke             | Artur Vieregg           |
| Riessersee 1922 (detalhes)        | Werner Rittberger     | Artur Vieregg           | Paul Franke             |
| Riessersee 1923 (detalhes)        | Werner Rittberger     | Paul Franke             | Artur Vieregg           |
| Berlim 1924 (detalhes)            | Werner Rittberger     | Paul Franke             | Artur Vieregg           |
| Titisee 1925 (detalhes)           | Werner Rittberger     | Paul Franke             | Artur Vieregg           |
| Berlim 1926 (detalhes)            | Werner Rittberger     | Paul Franke             | Artur Vieregg           |
| Berlim 1927 (detalhes)            | Paul Franke           | Werner Rittberger       | Herbert Haertel         |
| Füssen 1928 (detalhes)            | Werner Rittberger     | Paul Franke             | Herbert Haertel         |
| Oppeln 1929 (detalhes)            | Paul Franke           | Ernst Baier             | nenhum outro competidor |
| Breslau 1930 (detalhes)           | Leopold Maier-Labergo | Herbert Haertel         | nenhum outro competidor |
| Schierke 1931 (detalhes)          | Leopold Maier-Labergo | ?                       | ?                       |
| Riessersee 1932 (detalhes)        | Leopold Maier-Labergo | ?                       | ?                       |
| Oppeln 1933 (detalhes)            | Ernst Baier           | ?                       | ?                       |
| Braunlage 1934 (detalhes)         | Ernst Baier           | ?                       | ?                       |
| Garmisch 1935 (detalhes)          | Ernst Baier           | Herbert Haertel         | Günther Lorenz          |
| Garmisch 1936 (detalhes)          | Ernst Baier           | ?                       | ?                       |
| Hamburgo 1937 (detalhes)          | Ernst Baier           | Günther Lorenz          | Horst Faber             |
| Colônia 1938 (detalhes)           | Ernst Baier           | Günther Lorenz          | Horst Faber             |
| Berlim 1939 (detalhes)            | Horst Faber           | Edi Rada                | Ulrich Kuhn             |
| Viena 1940 (detalhes)             | Horst Faber           | ?                       | ?                       |
| Essen 1941 (detalhes)             | Horst Faber           | Edi Rada                | Helmut May              |
| Berlim 1942 (detalhes)            | Erich Zeller          | ?                       | ?                       |
| Viena 1943 (detalhes)             | Edi Rada              | ?                       | ?                       |
| Düsseldorf 1944 (detalhes)        | Horst Faber           | ?                       | ?                       |
| 1945–1946                         | Não houve competição  | Não houve competição    | Não houve competição    |
| Garmisch 1947 (detalhes)          | Horst Faber           | nenhum outro competidor | nenhum outro competidor |
| Krefeld 1948 (detalhes)           | Horst Faber           | Ulrich Kuhn             | Freimut Stein           |
| Garmisch-P. 1949 (detalhes)       | Horst Faber           | Ulrich Kuhn             | Freimut Stein           |
| Krefeld 1950 (detalhes)           | Horst Faber           | Ulrich Kuhn             | Hermann Braun           |
| Hamburgo 1951 (detalhes)          | Horst Faber           | Freimut Stein           | nenhum outro competidor |
| Düsseldorf 1952 (detalhes)        | Freimut Stein         | Klaus Loichinger        | nenhum outro competidor |
| Krefeld 1953 (detalhes)           | Freimut Stein         | Klaus Loichinger        | Kurt Weilert            |
| Berlim 1954 (detalhes)            | Freimut Stein         | Werner Kronemann        | Kurt Weilert            |
| Krefeld 1955 (detalhes)           | Tilo Gutzeit          | Manfred Schnelldorfer   | Werner Kronemann        |
| Colônia 1956 (detalhes)           | Manfred Schnelldorfer | Tilo Gutzeit            | Hans-Jürgen Bäumler     |
| Berlim 1957 (detalhes)            | Manfred Schnelldorfer | Hans-Jürgen Bäumler     | Günter Tyroler          |
| Munique 1958 (detalhes)           | Manfred Schnelldorfer | Tilo Gutzeit            | Hans-Jürgen Bäumler     |
| Berlim 1959 (detalhes)            | Manfred Schnelldorfer | Tilo Gutzeit            | Hans-Jürgen Bäumler     |
| Essen 1960 (detalhes)             | Manfred Schnelldorfer | Tilo Gutzeit            | Sepp Schönmetzler       |
| Oberstdorf 1961 (detalhes)        | Manfred Schnelldorfer | Sepp Schönmetzler       | Fritz Kessler           |
| Frankfurt am Main 1962 (detalhes) | Sepp Schönmetzler     | Fritz Kessler           | Peter Krick             |
| Berlim Ocidental 1963 (detalhes)  | Manfred Schnelldorfer | Sepp Schönmetzler       | Hugo Dümmler            |
| Oberstdorf 1964 (detalhes)        | Manfred Schnelldorfer | Hugo Dümmler            | Jürgen Eberwein         |
| Colônia 1965 (detalhes)           | Sepp Schönmetzler     | Peter Krick             | Bodo Bockenauer         |
| Füssen 1966 (detalhes)            | Peter Krick           | Bodo Bockenauer         | Reinhard Ketterer       |
| Berlim Ocidental 1967 (detalhes)  | Peter Krick           | Ralph Borghard          | Jürgen Eberwein         |
| Essen 1968 (detalhes)             | Peter Krick           | Jürgen Eberwein         | Klaus Grimmelt          |
| Colônia 1969 (detalhes)           | Reinhard Ketterer     | Klaus Grimmelt          | Erich Sutor             |
| Oberstdorf 1970 (detalhes)        | Klaus Grimmelt        | Reinhard Ketterer       | Edgar Schneider         |
| Berlim Ocidental 1971 (detalhes)  | Klaus Grimmelt        | Erich Reifschneider     | Harald Kuhn             |
| Bad Nauheim 1972 (detalhes)       | Harald Kuhn           | Erich Reifschneider     | Klaus Thiele            |
| Krefeld 1973 (detalhes)           | Erich Reifschneider   | Harald Kuhn             | Klaus Thiele            |
| Augsburg 1974 (detalhes)          | Erich Reifschneider   | Klaus Thiele            | Gerd-Walter Graebner    |
| Garmisch-P. 1975 (detalhes)       | Erich Reifschneider   | Gerd-Walter Graebner    | Klaus Thiele            |
| Bremerhaven 1976 (detalhes)       | Gerd-Walter Graebner  | Thomas Nieder           | Kurt Kürzinger          |
| Garmisch-P. 1977 (detalhes)       | Kurt Kürzinger        | Thomas Nieder           | Gerd-Walter Graebner    |
| Dortmund 1978 (detalhes)          | Rudi Cerne            | Gerd-Walter Graebner    | Thomas Nieder           |
| Herne 1979 (detalhes)             | Norbert Schramm       | Thomas Nieder           | Heiko Fischer           |
| Garmisch-P. 1980 (detalhes)       | Rudi Cerne            | Norbert Schramm         | Heiko Fischer           |
| Unna 1981 (detalhes)              | Norbert Schramm       | Rudi Cerne              | Heiko Fischer           |
| Mannheim 1982 (detalhes)          | Heiko Fischer         | Rudi Cerne              | Norbert Schramm         |
| Oberstdorf 1983 (detalhes)        | Heiko Fischer         | Norbert Schramm         | Rudi Cerne              |
| Unna 1984 (detalhes)              | Norbert Schramm       | Heiko Fischer           | Rudi Cerne              |
| Bremerhaven 1985 (detalhes)       | Heiko Fischer         | Richard Zander          | Thomas Wieser           |
| Mannheim 1986 (detalhes)          | Heiko Fischer         | Richard Zander          | Joachim Edel            |
| Berlim Ocidental 1987 (detalhes)  | Richard Zander        | Thomas Wieser           | Oliver Dechert          |
| Unna 1988 (detalhes)              | Heiko Fischer         | Richard Zander          | Daniel Weiss            |
| Berlim Ocidental 1989 (detalhes)  | Richard Zander        | Daniel Weiss            | Oliver Dechert          |
| Oberstdorf 1990 (detalhes)        | Daniel Weiss          | Richard Zander          | Oliver Dechert          |
| Berlim 1991 (detalhes)            | Daniel Weiss          | Mirko Eichhorn          | Ronny Winkler           |
| Unna 1992 (detalhes)              | Mirko Eichhorn        | Ronny Winkler           | Daniel Weiss            |
| Mannheim 1993 (detalhes)          | Ronny Winkler         | Patrick-Rene Reinhardt  | Gizo Bliadze            |
| Herne 1994 (detalhes)             | Ronny Winkler         | Mirko Eichhorn          | Patrick-Rene Reinhardt  |
| Oberstdorf 1995 (detalhes)        | Andrejs Vlascenko     | Ronny Winkler           | Mirko Eichhorn          |
| Berlim 1996 (detalhes)            | Andrejs Vlascenko     | Ronny Winkler           | Michael Hopfes          |
| Oberstdorf 1997 (detalhes)        | Andrejs Vlascenko     | Michael Hopfes          | Jens ter Laak           |
| Berlim 1998 (detalhes)            | Sven Meyer            | Andrejs Vlascenko       | Michael Hopfes          |
| Oberstdorf 1999 (detalhes)        | Andrejs Vlascenko     | Stefan Lindemann        | Michael Hopfes          |
| Berlim 2000 (detalhes)            | Stefan Lindemann      | Michael Hopfes          | Silvio Smalun           |
| Oberstdorf 2001 (detalhes)        | Silvio Smalun         | Andrejs Vlascenko       | Michael Hörrmann        |
| Berlim 2002 (detalhes)            | Stefan Lindemann      | Andrejs Vlascenko       | Silvio Smalun           |
| Oberstdorf 2003 (detalhes)        | Silvio Smalun         | Stefan Lindemann        | Andrejs Vlascenko       |
| Berlim 2004 (detalhes)            | Stefan Lindemann      | Andrejs Vlascenko       | Silvio Smalun           |
| Oberstdorf 2005 (detalhes)        | Stefan Lindemann      | Silvio Smalun           | Martin Liebers          |
| Berlim 2006 (detalhes)            | Stefan Lindemann      | Silvio Smalun           | Martin Liebers          |
| Oberstdorf 2007 (detalhes)        | Stefan Lindemann      | Philipp Tischendorf     | Martin Liebers          |
| Dresden 2008 (detalhes)           | Clemens Brummer       | Peter Liebers           | Martin Liebers          |
| Oberstdorf 2009 (detalhes)        | Peter Liebers         | Clemens Brummer         | Philipp Tischendorf     |
| Mannheim 2010 (detalhes)          | Stefan Lindemann      | Peter Liebers           | Daniel Dotzauer         |
| Oberstdorf 2011 (detalhes)        | Peter Liebers         | Denis Wieczorek         | Christopher Berneck     |
| Oberstdorf 2012 (detalhes)        | Peter Liebers         | Paul Fentz              | Martin Rappe            |
| Hamburgo 2013 (detalhes)          | Peter Liebers         | Franz Streubel          | Paul Fentz              |
| Berlim 2014 (detalhes)            | Peter Liebers         | Franz Streubel          | Paul Fentz              |
| Stuttgart 2015 (detalhes)         | Franz Streubel        | Paul Fentz              | Christopher Berneck     |
| Essen 2016 (detalhes)             | Franz Streubel        | Paul Fentz              | Niko Ulanovsky          |
| Berlim 2017 (detalhes)            | Peter Liebers         | Paul Fentz              | Franz Streubel          |
| Frankfurt am Main 2018 (detalhes) | Paul Fentz            | Peter Liebers           | Catalin Dimitrescu      |

### Individual feminino
| Evento                            | Ouro                 | Prata                   | Bronze                  |                         |
| Olmütz 1911 (detalhes)            | Elsa Rendschmidt     | ?                       | ?                       |                         |
| Berlim 1912 (detalhes)            | Luise Strasilla      | Thea Frenssen           | nenhum outro competidor |                         |
| Berlim 1913 (detalhes)            | Thea Frenssen        | nenhum outro competidor | nenhum outro competidor |                         |
| Opava 1914 (detalhes)             | Thea Frenssen        | Margarete Janotta       | nenhum outro competidor |                         |
| 1915–1916                         | Não houve competição | Não houve competição    | Não houve competição    |                         |
| Berlim 1917 (detalhes)            | Thea Frenssen        | Margarete Klebe         | M. Winter               |                         |
| Oppeln 1918 (detalhes)            | Thea Frenssen        | Elaine Winter           | Margarete Klebe         |                         |
| Berlim 1919 (detalhes)            | Elaine Winter        | Margarete Klebe         | Elisabeth Böckel        |                         |
| Berlim 1920 (detalhes)            | Elaine Winter        | Ellen Brockhöft         | Elisabeth Böckel        |                         |
| Berlim 1921 (detalhes)            | Ellen Brockhöft      | Elisabeth Böckel        | Frieda Schneider        |                         |
| Riessersee 1922 (detalhes)        | Elaine Winter        | ?                       | ?                       |                         |
| Riessersee 1923 (detalhes)        | Ellen Brockhöft      | Elisabeth Böckel        | nenhum outro competidor |                         |
| Berlim 1924 (detalhes)            | Ellen Brockhöft      | nenhum outro competidor | nenhum outro competidor |                         |
| Titisee 1925 (detalhes)           | Ellen Brockhöft      | Elisabeth Böckel        | nenhum outro competidor | nenhum outro competidor |
| Berlim 1926 (detalhes)            | Ellen Brockhöft      | Gerda Veit              | nenhum outro competidor |                         |
| Berlim 1927 (detalhes)            | Ellen Brockhöft      | Elisabeth Böckel        | Gerda Veit              |                         |
| Füssen 1928 (detalhes)            | Katrin Flebbe        | ?                       | ?                       |                         |
| Oppeln 1929 (detalhes)            | Katrin Flebbe        | Gerda Veit              | nenhum outro competidor |                         |
| Breslau 1930 (detalhes)           | Katrin Flebbe        | nenhum outro competidor | nenhum outro competidor |                         |
| Schierke 1931 (detalhes)          | Katrin Flebbe        | ?                       | ?                       |                         |
| Riessersee 1932 (detalhes)        | Ruth Michaelis       | ?                       | ?                       |                         |
| Oppeln 1933 (detalhes)            | Maxi Herber          | ?                       | ?                       |                         |
| Braunlage 1934 (detalhes)         | Maxi Herber          | ?                       | ?                       |                         |
| Garmisch 1935 (detalhes)          | Maxi Herber          | Irmi Hartung            | Viktoria Lindpaitner    |                         |
| Garmisch 1936 (detalhes)          | Viktoria Lindpaitner | ?                       | ?                       |                         |
| Hamburgo 1937 (detalhes)          | Lydia Veicht         | Martha Maria Mayerhans  | Irmi Hartung            |                         |
| Colônia 1938 (detalhes)           | Lydia Veicht         | Maxi Herber             | Sophie Schmidt          |                         |
| Krefeld 1939 (detalhes)           | Lydia Veicht         | Hanne Nierenberger      | Marta Musilek           |                         |
| Munique 1940 (detalhes)           | Lydia Veicht         | ?                       | ?                       |                         |
| Garmisch 1941 (detalhes)          | Lydia Veicht         | Marta Musilek           | Inge Jell               |                         |
| Viena 1942 (detalhes)             | Marta Musilek        | ?                       | ?                       |                         |
| Hamburgo 1943 (detalhes)          | Marta Musilek        | ?                       | ?                       |                         |
| Munique 1944 (detalhes)           | Marta Musilek        | Eva Pawlik              | Inge Jell               |                         |
| 1945–1946                         | Não houve competição | Não houve competição    | Não houve competição    |                         |
| Garmisch 1947 (detalhes)          | Inge Jell            | Irene Braun             | Gurdrun Olbricht        |                         |
| Krefeld 1948 (detalhes)           | Irene Braun          | Marlies Schrör          | Inge Minor              |                         |
| Garmisch-P. 1949 (detalhes)       | Helga Dudzinski      | Inge Braun              | nenhum outro competidor |                         |
| Colônia 1950 (detalhes)           | Helga Dudzinski      | Erika Kraft             | Inge Minor              |                         |
| Hamburgo 1951 (detalhes)          | Helga Dudzinski      | Erika Kraft             | Gundi Busch             |                         |
| Düsseldorf 1952 (detalhes)        | Erika Kraft          | Gundi Busch             | Helga Dudzinski         |                         |
| Krefeld 1953 (detalhes)           | Gundi Busch          | Helga Dudzinski         | Rosi Pettinger          |                         |
| Berlim 1954 (detalhes)            | Gundi Busch          | Rosi Pettinger          | Lilo Kürzinger          |                         |
| Berlim 1955 (detalhes)            | Rosi Pettinger       | Erika Rucker            | nenhum outro competidor |                         |
| Colônia 1956 (detalhes)           | Rosi Pettinger       | Ina Bauer               | nenhum outro competidor |                         |
| Berlim 1957 (detalhes)            | Ina Bauer            | Gabriele Weidert        | Gitta Hägler            |                         |
| Munique 1958 (detalhes)           | Ina Bauer            | Dorle Kirchhofer        | Petra Damm              |                         |
| Berlim 1959 (detalhes)            | Ina Bauer            | Bärbel Martin           | Ursel Barkey            |                         |
| Essen 1960 (detalhes)             | Bärbel Martin        | Ursel Barkey            | Karin Gude              |                         |
| Oberstdorf 1961 (detalhes)        | Karin Gude           | Bärbel Martin           | Ursel Barkey            |                         |
| Frankfurt am Main 1962 (detalhes) | Inge Paul            | Doris Weinhausen        | Ursel Barkey            |                         |
| Berlim Ocidental 1963 (detalhes)  | Karin Gude           | Inge Paul               | Angelika Wagner         |                         |
| Oberstdorf 1964 (detalhes)        | Inge Paul            | Uschi Keszler           | Angelika Wagner         |                         |
| Colônia 1965 (detalhes)           | Uschi Keszler        | Angelika Wagner         | Hannelore Wagner        |                         |
| Füssen 1966 (detalhes)            | Angelika Wagner      | Uschi Keszler           | Monika Feldmann         |                         |
| Berlim Ocidental 1967 (detalhes)  | Monika Feldmann      | Petra Ruhrmann          | Eileen Zillmer          |                         |
| Essen 1968 (detalhes)             | Monika Feldmann      | Petra Ruhrmann          | Eileen Zillmer          |                         |
| Colônia 1969 (detalhes)           | Eileen Zillmer       | Renate Zehnpfennig      | Bärbel Fimmen           |                         |
| Oberstdorf 1970 (detalhes)        | Eileen Zillmer       | Marion von Cetto        | Bärbel Fimmen           |                         |
| Berlim Ocidental 1971 (detalhes)  | Eileen Zillmer       | Judith Beyer            | Gundi Niesen            |                         |
| Bad Nauheim 1972 (detalhes)       | Gerti Schanderl      | Isabel de Navarre       | Angelika Kräger         |                         |
| Krefeld 1973 (detalhes)           | Gerti Schanderl      | Isabel de Navarre       | Dagmar Lurz             |                         |
| Augsburg 1974 (detalhes)          | Gerti Schanderl      | Isabel de Navarre       | Petra Wagner            |                         |
| Garmisch-P. 1975 (detalhes)       | Isabel de Navarre    | Gerti Schanderl         | Dagmar Lurz             |                         |
| Bremerhaven 1976 (detalhes)       | Gerti Schanderl      | Isabel de Navarre       | Dagmar Lurz             |                         |
| Garmisch-P. 1977 (detalhes)       | Dagmar Lurz          | Gerti Schanderl         | Garnet Ostermeier       |                         |
| Dortmund 1978 (detalhes)          | Dagmar Lurz          | Garnet Ostermeier       | Karin Riediger          |                         |
| Dortmund 1979 (detalhes)          | Dagmar Lurz          | Karin Riediger          | Petra Ernert            |                         |
| Garmisch-P. 1980 (detalhes)       | Dagmar Lurz          | Karin Riediger          | Christina Riegel        |                         |
| Unna 1981 (detalhes)              | Karin Riediger       | Manuela Ruben           | Christina Riegel        |                         |
| Mannheim 1982 (detalhes)          | Manuela Ruben        | Claudia Leistner        | Karin Riediger          |                         |
| Oberstdorf 1983 (detalhes)        | Manuela Ruben        | Claudia Leistner        | Cornelia Tesch          |                         |
| Unna 1984 (detalhes)              | Manuela Ruben        | Cornelia Tesch          | Heike Gobbers           |                         |
| Bremerhaven 1985 (detalhes)       | Claudia Leistner     | Patricia Neske          | Cornelia Tesch          |                         |
| Mannheim 1986 (detalhes)          | Claudia Leistner     | Cornelia Tesch          | Susanne Becher          |                         |
| Berlim Ocidental 1987 (detalhes)  | Claudia Leistner     | Susanne Becher          | Cornelia Renner         |                         |
| Unna 1988 (detalhes)              | Claudia Leistner     | Marina Kielmann         | Carola Wolff            |                         |
| Berlim 1989 (detalhes)            | Claudia Leistner     | Patricia Neske          | Marina Kielmann         |                         |
| Oberstdorf 1990 (detalhes)        | Patricia Neske       | Marina Kielmann         | Carola Wolff            |                         |
| Berlim 1991 (detalhes)            | Marina Kielmann      | Patricia Neske          | Evelyn Großmann         |                         |
| Unna 1992 (detalhes)              | Marina Kielmann      | Patricia Neske          | Simone Lang             |                         |
| Mannheim 1993 (detalhes)          | Marina Kielmann      | Simone Lang             | Tanja Szewczenko        |                         |
| Herne 1994 (detalhes)             | Tanja Szewczenko     | Katarina Witt           | Marina Kielmann         |                         |
| Oberstdorf 1995 (detalhes)        | Tanja Szewczenko     | Marina Kielmann         | Simone Lang             |                         |
| Berlim 1996 (detalhes)            | Astrid Hochstetter   | Tanja Szewczenko        | Andrea Diewald          |                         |
| Oberstdorf 1997 (detalhes)        | Eva-Maria Fitze      | Andrea Diewald          | Veronika Dytrt          |                         |
| Berlim 1998 (detalhes)            | Tanja Szewczenko     | Eva-Maria Fitze         | Caroline Gülke          |                         |
| Oberstdorf 1999 (detalhes)        | Eva-Maria Fitze      | Tanja Szewczenko        | Caroline Gülke          |                         |
| Berlim 2000 (detalhes)            | Susanne Stadlmüller  | Zoya Douchine           | Tanja Szewczenko        |                         |
| Oberstdorf 2001 (detalhes)        | Susanne Stadlmüller  | Caroline Gülke          | Andrea Diewald          |                         |
| Berlim 2002 (detalhes)            | Katharina Häcker     | Andrea Diewald          | Eva-Maria Fitze         |                         |
| Oberstdorf 2003 (detalhes)        | Annette Dytrt        | Katharina Häcker        | Kristina Beutelrock     |                         |
| Berlim 2004 (detalhes)            | Annette Dytrt        | Denise Zimmerman        | Constanze Paulinus      |                         |
| Oberstdorf 2005 (detalhes)        | Annette Dytrt        | Sarah Villanueva        | Christiane Berger       |                         |
| Berlim 2006 (detalhes)            | Annette Dytrt        | Christiane Berger       | Marietheres Huonker     |                         |
| Oberstdorf 2007 (detalhes)        | Kristin Wieczorek    | Christiane Berger       | Constanze Paulinus      |                         |
| Dresden 2008 (detalhes)           | Sarah Hecken         | Isabel Drescher         | Annette Dytrt           |                         |
| Oberstdorf 2009 (detalhes)        | Annette Dytrt        | Constanze Paulinus      | Caroline Gülke          |                         |
| Mannheim 2010 (detalhes)          | Sarah Hecken         | Shira Willner           | Julia Pfrengle          |                         |
| Oberstdorf 2011 (detalhes)        | Sarah Hecken         | Katharina Häcker        | Christina Erdel         |                         |
| Oberstdorf 2012 (detalhes)        | Nicole Schott        | Isabel Drescher         | Katharina Zientek       |                         |
| Hamburgo 2013 (detalhes)          | Sarah Hecken         | Nathalie Weinzierl      | Sandy Hoffmann          |                         |
| Berlim 2014 (detalhes)            | Nathalie Weinzierl   | Sarah Hecken            | Nicole Schott           |                         |
| Stuttgart 2015 (detalhes)         | Nicole Schott        | Nathalie Weinzierl      | Lutricia Bock           |                         |
| Essen 2016 (detalhes)             | Lutricia Bock        | Nathalie Weinzierl      | Nicole Schott           |                         |
| Berlim 2017 (detalhes)            | Nathalie Weinzierl   | Lea Johanna Dastich     | Annika Hocke            |                         |
| Frankfurt am Main 2018 (detalhes) | Nicole Schott        | Nathalie Weinzierl      | Lea Johanna Dastich     |                         |

### Duplas
| Evento                            | Ouro                                | Prata                                | Bronze                               |
| Altona 1907 (detalhes)            | Anna Hübler Heinrich Burger         | ?                                    | ?                                    |
| 1908                              | Não houve competição                | Não houve competição                 | Não houve competição                 |
| Munique 1909 (detalhes)           | Anna Hübler Heinrich Burger         | ?                                    | ?                                    |
| 1910                              | Não houve competição                | Não houve competição                 | Não houve competição                 |
| Berlim 1911 (detalhes)            | Alice Rolle Bruno Grauel            | ?                                    | ?                                    |
| Berlim 1912 (detalhes)            | Hedwig Winzer Hugo Winzer           | ? Weber ? Weber                      | Else Lischka Oskar Hoppe             |
| Berlim 1913 (detalhes)            | ? Schnell Georg Velisch             | Thea Frenssen Julius Vogel           | ? Dultz ? Hecht                      |
| Opava 1914 (detalhes)             | Else Lischka Oskar Hoppe            | Thea Frenssen Julius Vogel           | nenhum outro competidor              |
| 1915–1919                         | Não houve competição                | Não houve competição                 | Não houve competição                 |
| Berlim 1920 (detalhes)            | Margaret Klebe Paul Metzner         | Hedwig Winzer Hugo Winzer            | nenhum outro competidor              |
| 1921                              | Não houve disputa de duplas         | Não houve disputa de duplas          | Não houve disputa de duplas          |
| Riessersee 1922 (detalhes)        | Grete Weise Georg Velisch           | ?                                    | ?                                    |
| Riessersee 1923 (detalhes)        | Grete Weise Georg Velisch           | ? Hoffmann Rudolf Eilers             | nenhum outro competidor              |
| Berlim 1924 (detalhes)            | Else Flebbe Rudolf Eilers           | nenhum outro competidor              | nenhum outro competidor              |
| Titisee 1925 (detalhes)           | Milly Förster Hellmuth Jüngling     | Marie Schwendtbauer Gustav Aichinger | Hedwig Winzer Hugo Winzer            |
| Berlim 1926 (detalhes)            | Ilse Kishauer Herbert Haertel       | Milly Förster Hellmuth Jüngling      | nenhum outro competidor              |
| Berlim 1927 (detalhes)            | Ilse Kishauer Ernst Gaste           | Marie Schwendtbauer Gustav Aichinger | ? Flebbe ? Zehrmann                  |
| Füssen 1928 (detalhes)            | Ilse Kishauer Ernst Gaste           | ?                                    | ?                                    |
| Oppeln 1929 (detalhes)            | Ilse Kishauer Ernst Gaste           | Milly Förster Hellmuth Jüngling      | nenhum outro competidor              |
| Breslau 1930 (detalhes)           | Ilse Kishauer Ernst Gaste           | Milly Förster Hellmuth Jüngling      | nenhum outro competidor              |
| Schierke 1931 (detalhes)          | Ilse Gaste Ernst Gaste              | ?                                    | ?                                    |
| Schierke 1932 (detalhes)          | Wally Hempel Otto Weiß              | ?                                    | ?                                    |
| Oppeln 1933 (detalhes)            | Wally Hempel Otto Weiß              | ?                                    | ?                                    |
| Braunlage 1934 (detalhes)         | Maxi Herber Ernst Baier             | ?                                    | ?                                    |
| Garmisch 1935 (detalhes)          | Maxi Herber Ernst Baier             | Wally Hempel Otto Weiß               | ? Ruf ? Stock                        |
| Garmisch 1936 (detalhes)          | Maxi Herber Ernst Baier             | ?                                    | ?                                    |
| Hamburgo 1937 (detalhes)          | Eva Prawitz Otto Weiß               | Inge Koch Günther Noack              | Liselotte Roth Bruno Walter          |
| Colônia 1938 (detalhes)           | Maxi Herber Ernst Baier             | Inge Koch Günther Noack              | Gisela Grätz Otto Weiß               |
| Berlim 1939 (detalhes)            | Maxi Herber Ernst Baier             | Ilse Pausin Erik Pausin              | ? Schrittwieser ? Jauernick          |
| Viena 1940 (detalhes)             | Maxi Herber Ernst Baier             | ?                                    | ?                                    |
| Munique 1941 (detalhes)           | Maxi Baier Ernst Baier              | Ilse Pausin Erik Pausin              | Gerda Strauch Günther Noack          |
| Colônia 1942 (detalhes)           | Gerda Strauch Günther Noack         | ?                                    | ?                                    |
| Düsseldorf 1943 (detalhes)        | Gerda Strauch Günther Noack         | ?                                    | ?                                    |
| Viena 1944 (detalhes)             | Herta Ratzenhofer Emil Ratzenhofer  | ?                                    | ?                                    |
| 1945–1946                         | Não houve competição                | Não houve competição                 | Não houve competição                 |
| Garmisch 1947 (detalhes)          | Ria Baran Paul Falk                 | Hedwig Trauth Wilhelm Trauth         | nenhum outro competidor              |
| Krefeld 1948 (detalhes)           | Ria Baran Paul Falk                 | Irma Fischlein Lothar Müller         | Marlies Schrör Hans Schwarz          |
| Garmisch-P. 1949 (detalhes)       | Ria Baran Paul Falk                 | Marlies Schrör Hans Schwarz          | Margit Lauer Karl Waldeck            |
| Colônia 1950 (detalhes)           | Ria Baran Paul Falk                 | Marlies Schrör Hans Schwarz          | nenhum outro competidor              |
| Hamburgo 1951 (detalhes)          | Ria Baran Paul Falk                 | Marlies Schrör Hans Schwarz          | Inge Minor Hermann Braun             |
| Düsseldorf 1952 (detalhes)        | Ria Baran Paul Falk                 | ?                                    | ?                                    |
| Krefeld 1953 (detalhes)           | Helga Krüger Peter Voß              | Eva Neeb Karl Probst                 | Margit Lauer Balz-Willy Göntges      |
| Berlim 1954 (detalhes)            | Inge Minor Hermann Braun            | Marika Kilius Franz Ningel           | Lili Zettl Klaus Loichinger          |
| Berlim 1955 (detalhes)            | Marika Kilius Franz Ningel          | Lili Zettl Klaus Loichinger          | Eva Neeb Karl Probst                 |
| Colônia 1956 (detalhes)           | Marika Kilius Franz Ningel          | Eva Neeb Karl Probst                 | Rita Paucka Peter Kwiet              |
| Berlim 1957 (detalhes)            | Marika Kilius Franz Ningel          | Rita Paucka Peter Kwiet              | ? Helbrecht ? Ertl                   |
| Munique 1958 (detalhes)           | Marika Kilius Hans-Jürgen Bäumler   | Rita Blumenberg Werner Mensching     | Monika Wolf Jürgen Weber             |
| Berlim 1959 (detalhes)            | Marika Kilius Hans-Jürgen Bäumler   | Margret Göbl Franz Ningel            | Rita Blumenberg Werner Mensching     |
| Essen 1960 (detalhes)             | Margret Göbl Franz Ningel           | Marika Kilius Hans-Jürgen Bäumler    | Rita Blumenberg Werner Mensching     |
| Oberstdorf 1961 (detalhes)        | Margret Göbl Franz Ningel           | Marika Kilius Hans-Jürgen Bäumler    | Rita Blumenberg Werner Mensching     |
| Frankfurt am Main 1962 (detalhes) | Margret Göbl Franz Ningel           | Marika Kilius Hans-Jürgen Bäumler    | Rita Blumenberg Werner Mensching     |
| Berlim Ocidental 1963 (detalhes)  | Marika Kilius Hans-Jürgen Bäumler   | Sonja Pfersdorf Günther Matzdorf     | Sigrid Riechmann Wolfgang Danne      |
| Oberstdorf 1964 (detalhes)        | Marika Kilius Hans-Jürgen Bäumler   | Sonja Pfersdorf Günther Matzdorf     | Sigrid Riechmann Wolfgang Danne      |
| Colônia 1965 (detalhes)           | Sonja Pfersdorf Günther Matzdorf    | Margot Glockshuber Wolfgang Danne    | Ingrid Bodendorff Volker Waldeck     |
| Füssen 1966 (detalhes)            | Sonja Pfersdorf Günther Matzdorf    | Gudrun Hauss Walter Häfner           | Margot Glockshuber Wolfgang Danne    |
| Berlim Ocidental 1967 (detalhes)  | Margot Glockshuber Wolfgang Danne   | Marianne Streifler Herbert Wiesinger | Brunhilde Baßler Eberhard Rausch     |
| Essen 1968 (detalhes)             | Margot Glockshuber Wolfgang Danne   | Gudrun Hauss Walter Häfner           | Marianne Streifler Herbert Wiesinger |
| Colônia 1969 (detalhes)           | Gudrun Hauss Walter Häfner          | Marianne Streifler Herbert Wiesinger | Brunhilde Baßler Eberhard Rausch     |
| Oberstdorf 1970 (detalhes)        | Brunhilde Baßler Eberhard Rausch    | Almut Lehmann Herbert Wiesinger      | Frigge Drzymalla Michael Weingart    |
| Berlim Ocidental 1971 (detalhes)  | Almut Lehmann Herbert Wiesinger     | Brunhilde Baßler Eberhard Rausch     | Annette Neidlinger Michael Humbs     |
| Bad Nauheim 1972 (detalhes)       | Almut Lehmann Herbert Wiesinger     | Corinna Halke Eberhard Rausch        | Gabriele Cieplik Reinhard Ketterer   |
| Krefeld 1973 (detalhes)           | Almut Lehmann Herbert Wiesinger     | Petra Dillmann Ulrich Hartmann       | nenhum outro competidor              |
| Augsburg 1974 (detalhes)          | Corinna Halke Eberhard Rausch       | Petra Schneider Bogdan Pulcer        | nenhum outro competidor              |
| Garmisch-P. 1975 (detalhes)       | Corinna Halke Eberhard Rausch       | Petra Schneider Bogdan Pulcer        | Gabriele Beck Jochen Stahl           |
| Bremerhaven 1976 (detalhes)       | Corinna Halke Eberhard Rausch       | Gabriele Beck Jochen Stahl           | Sylvia Jäckle Axel Teschemacher      |
| Garmisch-P. 1977 (detalhes)       | Susanne Scheibe Andreas Nischwitz   | Gabriele Beck Jochen Stahl           | Rafaela Dondoni Mario Dondoni        |
| Dortmund 1978 (detalhes)          | Susanne Scheibe Andreas Nischwitz   | Gabriele Beck Jochen Stahl           | Gabi Winkler Michal Kutina           |
| Herne 1979 (detalhes)             | Christina Riegel Andreas Nischwitz  | Gabriele Beck Jochen Stahl           | Sylke Morell Sven Morell             |
| Garmisch-P. 1980 (detalhes)       | Christina Riegel Andreas Nischwitz  | Gabriele Beck Jochen Stahl           | Petra Hammerlind Matthias Möver      |
| Unna 1981 (detalhes)              | Christina Riegel Andreas Nischwitz  | Marina Kielmann Oliver Dörendahl     | nenhum outro competidor              |
| Mannheim 1982 (detalhes)          | Bettina Hage Stefan Zins            | Isabella Caprano Daniele Caprano     | Birgit Kuß Uwe Fischbeck             |
| Oberstdorf 1983 (detalhes)        | Claudia Massari Leonardo Azzola     | Birgit Kuß Uwe Fischbeck             | Isabella Caprano Daniele Caprano     |
| Unna 1984 (detalhes)              | Claudia Massari Leonardo Azzola     | Susanne Becher Stefan Pfrengle       | Birgit Kuß Uwe Fischbeck             |
| Bremerhaven 1985 (detalhes)       | Claudia Massari Daniele Caprano     | Kerstin Kiminus Stefan Pfrengle      | nenhum outro competidor              |
| Mannheim 1986 (detalhes)          | Kerstin Kiminus Stefan Pfrengle     | Marianne Ocvirek Holger Malez        | nenhum outro competidor              |
| Bremerhaven 1987 (detalhes)       | Sonja Adalbert Daniele Caprano      | Kerstin Kiminus Stefan Pfrengle      | Nicole Neujahr Marc Drüner           |
| Unna 1988 (detalhes)              | Brigitte Groh Holger Maletz         | Anuschka Gläser Stefan Pfrengle      | Sonja Adalbert Daniele Caprano       |
| Berlim Ocidental 1989 (detalhes)  | Anuschka Gläser Stefan Pfrengle     | Sonja Adalbert Daniele Caprano       | Heike Hack Markus Korndörfer         |
| Oberstdorf 1990 (detalhes)        | Anuschka Gläser Stefan Pfrengle     | Henriette Wörner Andreas Sigurdsson  | Tatjana Demovic Holer Maletz         |
| Berlim 1991 (detalhes)            | Mandy Wötzel Axel Rauschenbach      | Peggy Schwarz Alexander König        | Anuschka Gläser Stefan Pfrengle      |
| Unna 1992 (detalhes)              | Peggy Schwarz Alexander König       | Mandy Wötzel Axel Rauschenbach       | Anuschka Gläser Stefan Pfrengle      |
| Mannheim 1993 (detalhes)          | Mandy Wötzel Ingo Steuer            | Jekaterina Silnitzkaja Marno Kreft   | Nadine Pflaum Kristijan Simeunovic   |
| Herne 1994 (detalhes)             | Anuschka Gläser Axel Rauschenbach   | Peggy Schwarz Alexander König        | Mandy Hannebauer Marno Kreft         |
| Oberstdorf 1995 (detalhes)        | Mandy Wötzel Ingo Steuer            | Jekaterina Silnitzkaja Mirko Müller  | Silvia Dimitrov Rico Rex             |
| Berlim 1996 (detalhes)            | Mandy Wötzel Ingo Steuer            | Silvia Dimitrov Rico Rex             | Emilie Gras Mirko Müller             |
| Oberstdorf 1997 (detalhes)        | Mandy Wötzel Ingo Steuer            | Peggy Schwarz Mirko Müller           | Ulrike Rumi Thomas Dörmer            |
| Berlim 1998 (detalhes)            | Peggy Schwarz Mirko Müller          | nenhum outro competidor              | nenhum outro competidor              |
| Oberstdorf 1999 (detalhes)        | Peggy Schwarz Mirko Müller          | Stefanie Weiss Matthias Bleyer       | Mariana Kautz Norman Jeschke         |
| Berlim 2000 (detalhes)            | Peggy Schwarz Mirko Müller          | Mariana Kautz Norman Jeschke         | Katharina Rybkowski Rico Rex         |
| Oberstdorf 2001 (detalhes)        | Claudia Rauschenbach Robin Szolkowy | Brigitte Maier Rastislav Grejtak     | nenhum outro competidor              |
| Berlim 2002 (detalhes)            | Sarah Jentgens Mirko Müller         | Mariana Kautz Norman Jeschke         | Nicole Nönnig Matthias Bleyer        |
| Oberstdorf 2003 (detalhes)        | Eva-Maria Fitze Rico Rex            | Nicole Nönnig Matthias Bleyer        | Anika Bahn Paul Pradel               |
| Berlim 2004 (detalhes)            | Aliona Savchenko Robin Szolkowy     | Eva-Maria Fitze Rico Rex             | Mikkeline Kierkgaard Norman Jeschke  |
| Oberstdorf 2005 (detalhes)        | Aliona Savchenko Robin Szolkowy     | Rebecca Handke Daniel Wende          | Eva-Maria Fitze Rico Rex             |
| Berlim 2006 (detalhes)            | Aliona Savchenko Robin Szolkowy     | Rebecca Handke Daniel Wende          | Eva-Maria Fitze Rico Rex             |
| Oberstdorf 2007 (detalhes)        | Aliona Savchenko Robin Szolkowy     | Mari Vartmann Florian Just           | nenhum outro competidor              |
| Dresden 2008 (detalhes)           | Aliona Savchenko Robin Szolkowy     | Mari Vartmann Florian Just           | Ekaterina Vasilieva Daniel Wende     |
| Oberstdorf 2009 (detalhes)        | Aliona Savchenko Robin Szolkowy     | Maylin Hausch Daniel Wende           | Mari Vartmann Florian Just           |
| Mannheim 2010 (detalhes)          | Maylin Hausch Daniel Wende          | Nicole Gurny Martin Liebers          | nenhum outro competidor              |
| Oberstdorf 2011 (detalhes)        | Aliona Savchenko Robin Szolkowy     | Mari Vartmann Aaron Van Cleave       | Katharina Gierok Florian Just        |
| Oberstdorf 2012 (detalhes)        | Maylin Hausch Daniel Wende          | Mari Vartmann Aaron Van Cleave       | nenhum outro competidor              |
| Hamburgo 2013 (detalhes)          | Annabelle Prölß Ruben Blommaert     | Mari Vartmann Aaron Van Cleave       | nenhum outro competidor              |
| Berlim 2014 (detalhes)            | Aliona Savchenko Robin Szolkowy     | Maylin Wende Daniel Wende            | Mari Vartmann Aaron Van Cleave       |
| Stuttgart 2015 (detalhes)         | Mari Vartmann Aaron Van Cleave      | Minerva-Fabienne Hase Nolan Seegert  | nenhum outro competidor              |
| Essen 2016 (detalhes)             | Aliona Savchenko Bruno Massot       | Mari Vartmann Ruben Blommaert        | Minerva-Fabienne Hase Nolan Seegert  |
| Berlim 2017 (detalhes)            | Mari Vartmann Ruben Blommaert       | nenhum outro competidor              | nenhum outro competidor              |
| Frankfurt am Main 2018 (detalhes) | Aliona Savchenko Bruno Massot       | Minerva-Fabienne Hase Nolan Seegert  | Annika Hocke Ruben Blommaert         |

### Dança no gelo
| Evento                            | Ouro                                  | Prata                                      | Bronze                                     |
| Colônia 1950 (detalhes)           | Eva Prawitz Horst Faber               | ?                                          | ?                                          |
| Garmisch-P. 1951 (detalhes)       | Hella Lamprecht Kurt Müller           | Jutta Piotrowski ? Hagemann                | Hedwig Trauth Wilhelm Trauth               |
| Düsseldorf 1952 (detalhes)        | Marlies Schroer Kurt Müller           | Hedwig Trauth Wilhelm Trauth               | Schiechtl Hermann Schiechtl                |
| Mannheim 1953 (detalhes)          | Hedwig Trauth Wilhelm Trauth          | Maria Goeth Willi Wernz                    | ? Holzapfel ? Lölke                        |
| Colônia 1954 (detalhes)           | Maria Jühe Eberhard Vitger            | Sigrid Knake Gunther Koch                  | Maria Goeth Willi Wernz                    |
| Mannheim 1955 (detalhes)          | Hedwig Trauth Wilhelm Trauth          | Maria Goeth Willi Wernz                    | Rita Pauka Peter Kwiet                     |
| Garmisch-P. 1956 (detalhes)       | Sigrid Knake Gunther Koch             | Wolgemuth Hannes Burkhardt                 | Rita Pauka Peter Kwiet                     |
| Berlim 1957 (detalhes)            | Sigrid Knake Gunther Koch             | Rita Pauka Peter Kwiet                     | ? Weber ? Beyer                            |
| Munique 1958 (detalhes)           | Rita Pauka Peter Kwiet                | Petra Steigerwald Hannes Burkhardt         | nenhum outro competidor                    |
| Berlim 1959 (detalhes)            | Rita Pauka Peter Kwiet                | Elly Thal Hannes Burkhardt                 | Margot Nissen Gerhard Maier                |
| Essen 1960 (detalhes)             | Rita Pauka Peter Kwiet                | Elly Thal Hannes Burkhardt                 | Margot Nissen Gerhard Maier                |
| Oberstdorf 1961 (detalhes)        | Rita Pauka Peter Kwiet                | Martha Schamberger Hans-Jürgen Schamberger | Margot Nissen Klaus Ebel                   |
| Frankfurt am Main 1962 (detalhes) | Helga Burkhardt Hannes Burkhardt      | Rita Pauka Peter Kwiet                     | Gabriele Rauch Rudi Matysik                |
| Berlim 1963 (detalhes)            | Helga Burkhardt Hannes Burkhardt      | Rita Pauka Peter Kwiet                     | Martha Schamberger Hans-Jürgen Schamberger |
| Oberstdorf 1964 (detalhes)        | Gabriele Rauch Rudi Matysik           | Jutta Peters Wolfgang Kunz                 | Martha Schamberger Hans-Jürgen Schamberger |
| Colônia 1965 (detalhes)           | Gabriele Rauch Rudi Matysik           | Jutta Peters Wolfgang Kunz                 | Martha Schamberger Hans-Jürgen Schamberger |
| Füssen 1966 (detalhes)            | Gabriele Matysik Rudi Matysik         | Angelika Buck Erich Buck                   | Karin Witt Heiner Kern                     |
| Berlim 1967 (detalhes)            | Gabriele Matysik Rudi Matysik         | Angelika Buck Erich Buck                   | Martha Schamberger Hans-Jürgen Schamberger |
| Essen 1968 (detalhes)             | Angelika Buck Erich Buck              | Edeltraud Rotty Joachim Iglowstein         | Heidi Grote Reinhard Strate                |
| Colônia 1969 (detalhes)           | Angelika Buck Erich Buck              | Edeltraud Rotty Joachim Iglowstein         | Waltraud Hollweck Fred Schulz              |
| Obrstdorf 1970 (detalhes)         | Angelika Buck Erich Buck              | Astrid Kopp Axel Kopp                      | Sylvia Fuchs Michael Fuchs                 |
| Berlim 1971 (detalhes)            | Angelika Buck Erich Buck              | Astrid Kopp Axel Kopp                      | Angelika Wiesner Hans-Jürgen Wiesner       |
| Bad Nauheim 1972 (detalhes)       | Angelika Buck Erich Buck              | Sylvia Fuchs Michael Fuchs                 | Astrid Kopp Axel Kopp                      |
| Krefeld 1973 (detalhes)           | Angelika Buck Erich Buck              | Sylvia Fuchs Michael Fuchs                 | Astrid Kopp Axel Kopp                      |
| Augsburg 1974 (detalhes)          | Sylvia Fuchs Michael Fuchs            | Nicole Rinsant Dirk Beyer                  | Gabriele Schäfer Robert Dietz              |
| Garmisch-P. 1975 (detalhes)       | Christina Henke Udo Dönsdorf          | Gabriele Schäfer Robert Dietz              | Nicole Rinsant Michael Fuchs               |
| Bremerhaven 1976 (detalhes)       | Christina Henke Udo Dönsdorf          | Gabriele Schäfer Robert Dietz              | Sonja Ulmann Uwe Dörnenburg                |
| Garmisch-P. 1977 (detalhes)       | Gabriele Schäfer Robert Dietz         | Sonja Ulmann Uwe Dörnenburg                | Monika Kuchler Michael Kuchler             |
| Dortmund 1978 (detalhes)          | Henriette Fröschl Christian Steiner   | Karin Albrecht Dirk Beyer                  | Monika Kuchler Michael Kuchler             |
| Herne 1979 (detalhes)             | Henriette Fröschl Christian Steiner   | Elke Kwiet Dieter Kwiet                    | Birgit Goller Peter Klisch                 |
| Garmisch-P. 1980 (detalhes)       | Henriette Fröschl Christian Steiner   | Birgit Goller Peter Klisch                 | Elke Kwiet Dieter Kwiet                    |
| Unna 1981 (detalhes)              | Birgit Goller Peter Klisch            | Petra Born Rainer Schönborn                | Elke Kwiet Dieter Kwiet                    |
| Mannheim 1982 (detalhes)          | Birgit Goller Peter Klisch            | Petra Born Rainer Schönborn                | Elke Kwiet Markus Heyenbrock               |
| Oberstdorf 1983 (detalhes)        | Petra Born Rainer Schönborn           | Antonia Becherer Ferdinand Becherer        | Ruth Werner Peter Werner                   |
| Unna 1984 (detalhes)              | Petra Born Rainer Schönborn           | Antonia Becherer Ferdinand Becherer        | Susanne Kutzer Niklas Heyenbrock           |
| Bremerhaven 1985 (detalhes)       | Petra Born Rainer Schönborn           | Antonia Becherer Ferdinand Becherer        | Sabine Kern Stefan Kern                    |
| Mannheim 1986 (detalhes)          | Antonia Becherer Ferdinand Becherer   | Andrea Weppelmann Hendryk Schamberger      | Antonia Gavazzeni Sven Authorsen           |
| Berlim 1987 (detalhes)            | Antonia Becherer Ferdinand Becherer   | Andrea Weppelmann Hendryk Schamberger      | Antonia Gavazzeni Sven Authorsen           |
| Unna 1988 (detalhes)              | Antonia Becherer Ferdinand Becherer   | Andrea Weppelmann Hendryk Schamberger      | Vera Zietemann Andreas Ullmann             |
| Berlim 1989 (detalhes)            | Andrea Weppelmann Hendryk Schamberger | Petra Zietemann Frank Ladd-Oshiro          | Antonia Gavazzeni Wolfgang Wetzler         |
| Oberstdorf 1990 (detalhes)        | Saskia Stahler Sven Authorsen         | Petra Zietemann Frank Ladd-Oshiro          | Andrea Weppelmann Hendryk Schamberger      |
| Berlim 1991 (detalhes)            | Saskia Stahler Sven Authorsen         | Jennifer Goolsbee Hendryk Schamberger      | Alexandra Golovine Wolfgang Wetzler        |
| Unna 1992 (detalhes)              | Jennifer Goolsbee Hendryk Schamberger | Kati Winkler René Lohse                    | Eva Possart Stefan Possart                 |
| Mannheim 1993 (detalhes)          | Jennifer Goolsbee Hendryk Schamberger | Kati Winkler René Lohse                    | Yvonne Schulz Sven Authorsen               |
| Herne 1994 (detalhes)             | Jennifer Goolsbee Hendryk Schamberger | Yvonne Schulz Sven Authorsen               | Kati Winkler René Lohse                    |
| Oberstdorf 1995 (detalhes)        | Jennifer Goolsbee Hendryk Schamberger | Kati Winkler René Lohse                    | Yvonne Schulz Sven Authorsen               |
| Berlim 1996 (detalhes)            | Kati Winkler René Lohse               | Tarja Kuhlfluck Ralf Seidel                | Melissa Mohler Michael Osthoff             |
| Oberstdorf 1997 (detalhes)        | Jennifer Goolsbee Samuel Gezolian     | Melissa Mohler Michael Osthoff             | Stephanie Rauer Thomas Rauer               |
| Berlim 1998 (detalhes)            | Kati Winkler René Lohse               | Stephanie Rauer Thomas Rauer               | Sandra Arndt Matthias Lieder               |
| Oberstdorf 1999 (detalhes)        | Kati Winkler René Lohse               | Stephanie Rauer Thomas Rauer               | Alexandra Shows Michael Osthoff            |
| Berlim 2000 (detalhes)            | Kati Winkler René Lohse               | Stephanie Rauer Thomas Rauer               | Barbara Hantusch Denis Samokhine           |
| Oberstdorf 2001 (detalhes)        | Stephanie Rauer Thomas Rauer          | Jill Vernekohl Dmitri Kurakin              | Natalie Spies Sebastian Fraas              |
| Berlim 2002 (detalhes)            | Stephanie Rauer Thomas Rauer          | Jill Vernekohl Dmitri Kurakin              | nenhum outro competidor                    |
| Oberstdorf 2003 (detalhes)        | Kati Winkler René Lohse               | Miriam Steinel Vladimir Tsvetkov           | Stephanie Rauer Thomas Rauer               |
| Berlim 2004 (detalhes)            | Kati Winkler René Lohse               | Christina Beier William Beier              | nenhum outro competidor                    |
| Oberstdorf 2005 (detalhes)        | Christina Beier William Beier         | Judith Haunstetter Arne Hönlein            | Julia Schober Christian Wilson             |
| Berlim 2006 (detalhes)            | Christina Beier William Beier         | Judith Haunstetter Arne Hönlein            | Nelli Zhiganshina Alexander Gazsi          |
| Oberstdorf 2007 (detalhes)        | Nelli Zhiganshina Alexander Gazsi     | nenhum outro competidor                    | nenhum outro competidor                    |
| Dresden 2008 (detalhes)           | Christina Beier William Beier         | Nelli Zhiganshina Alexander Gazsi          | Carolina Hermann Daniel Hermann            |
| Oberstdorf 2009 (detalhes)        | Carolina Hermann Daniel Hermann       | Nelli Zhiganshina Alexander Gazsi          | Tanja Kolbe Sascha Rabe                    |
| Mannheim 2010 (detalhes)          | Christina Beier William Beier         | Carolina Hermann Daniel Hermann            | Nelli Zhiganshina Alexander Gazsi          |
| Oberstdorf 2011 (detalhes)        | Nelli Zhiganshina Alexander Gazsi     | Stefanie Frohberg Tim Giesen               | Tanja Kolbe Stefano Caruso                 |
| Oberstdorf 2012 (detalhes)        | Nelli Zhiganshina Alexander Gazsi     | Tanja Kolbe Stefano Caruso                 | Carolina Hermann Daniel Hermann            |
| Hamburgo 2013 (detalhes)          | Nelli Zhiganshina Alexander Gazsi     | Tanja Kolbe Stefano Caruso                 | Kavita Lorenz Ievgen Kholoniuk             |
| Berlim 2014 (detalhes)            | Nelli Zhiganshina Alexander Gazsi     | Tanja Kolbe Stefano Caruso                 | nenhum outro competidor                    |
| Stuttgart 2015 (detalhes)         | Nelli Zhiganshina Alexander Gazsi     | Jennifer Urban Sevan Lerche                | Nathalie Rehfeld Bennet Preiss             |
| Essen 2016 (detalhes)             | Kavita Lorenz Panagiotis Polizoakis   | Katharina Müller Tim Dieck                 | Aurelija Ippolito Bennet Preiss            |
| Berlim 2017 (detalhes)            | Kavita Lorenz Joti Polizoakis         | Katharina Müller Tim Dieck                 | Shari Koch Christian Nüchtern              |
| Frankfurt am Main 2018 (detalhes) | Kavita Lorenz Joti Polizoakis         | Katharina Müller Tim Dieck                 | Shari Koch Christian Nüchtern              |